# 艾拉·史蒂文·贝尔
艾拉·史蒂文·贝尔（Ira Steven Behr）是一位美国电视制片人与剧作家。他在科幻剧集《星际旅行：下一代》中担任编剧与制片人，在其后续剧集《星际旅行：深空九号》中还担任了执行制片，这是他最著名的成就。后来，他还成为科幻剧集《4400》的编剧与执行制片。